# Demjén István (költő)
Demjén István (Alsóábrány, 1933. augusztus 17. – 2008. április 26.) költő, festő, neveléstörténész, pedagógus.

## Élete
1933-ban született, a Borsod megyei Alsóábrányhoz tartozó Káptalan-tanyán. Alsóábrányban végezte az elemi és általános iskolát, majd a sárospataki tanítóképzőbe iratkozott be, ahol 1955-ben tanítói oklevelet kapott. Később tanárképző főiskolákon tanult, rajz-földrajz szakon Egerben és pedagógia szakon Nyíregyházán. Elvégzésük után jelentkezett az Eötvös Loránd Tudományegyetemre, ahol  pedagógiai előadói diplomát és doktori fokozatot szerzett.
Alsó és felső tagozatban is tanított, tevékenykedett iskolaigazgatóként, és több mint húsz évig szakfelügyelő is volt. Foglalkozott neveléstörténettel, kutatta a református népiskolák történetét, évtizedeken keresztül gyűjtötte az iskolatörténeti dokumentumokat, valamint a szellemi és tárgyi értékeket. Az összegyűjtött nagy mennyiségű anyagot – felajánlása után – a Művelődési Minisztérium közgyűjteménnyé nyilvánította 1986-ban.
A gyűjtemény számára Szendrő biztosított épületet. Ez a gyűjtemény a szendrői Közművelődési Központ intézményeként működik és kutatható. Demjén István egészen nyugdíjazásáig a gyűjtemény vezetője volt. Kutatásainak eredményeit könyvekben összegezte, ebből az első kötet 2000-ben jelent meg Református népiskolák, népoktatás Borsod-Abaúj-Zemplén megyében 1565-1670 címmel.
A családban meséken nőtt fel, melynek hatására már gyermekként is próbálkozott mese- és versírással. Versei folyóiratokban, antológiákban, általános iskolai tankönyvben, majd önálló kötetekben is megjelentek. Gyermekkorában kedvelt időtöltése volt a rajzolás és a festés. Képei több mint ötven kiállításon kerületek bemutatásra, főként kis falvakban, ahol festményeit az ott élő gyermekek, öregek számára állította ki. Festészetet Jakuba Jánosnál, Nagy Ernőnél és Imreh Zsigmondnál tanult.
Pedagógiai munkája mindig faluhoz kötötte.
Nyugdíjazása után a Bükk lábánál elhelyezkedő Cserépfalu kisközségben élt és alkotott, valamint végezte neveléstörténeti kutatómunkáját. Létrehozta a Magyar Comenius Társaság Borsod-Abaúj-Zemplén megyei Kutatócsoportját, majd Művelődés és Pedagógia címmel elindította a megye művelődéstörténeti folyóiratát.
Tagja volt a Magyar Pedagógiai Társaság Neveléstörténeti Szakosztályának, a Magyar Comenius Társaságnak, a Magyar Pedagógiai Múzeumok Eötvös József Baráti Körének. Dolgozott a Matyóföldi alkotók és Művészetpártolók Egyesületében, a mezőkövesdi Irodalmi Kávéházban. Lakóhelyén működtette a "Gang Galériát".
Dolgozott újabb verseskönyve kiadásán is, ez azonban már nem jelent meg.

## Kötetei
- Kőkapu. Gyermekversek; Új Kilátó, Miskolc, 1991
- Kemény úton. Versek; Városi Könyvtár, Edelény, 1992 (Edelényi füzetek)
- Szivárványok, gyv., Miskolc, 1994
- Cserépfalu, látnivalók, természeti értékek; TKM Egyesület, Bp., 1997 (Tájak, korok, múzeumok kiskönyvtára)
- Református népiskolák, népoktatás Borsod-Abaúj-Zemplén megye területén, 1565-1670; Legatum, Mezőkövesd, 2000
- Ipiapacs; szerzői, Cserépfalu, 2001
- Ködöböcz József; tan., vál. Demjén István; OPKM, Bp., 2003 (Tudós tanárok, tanár tudósok)